# Viborgs och Nyslotts läns kavalleriregemente
Viborgs och Nyslotts läns kavalleriregemente – fiński regiment rajtarii w składzie wojsk szwedzkich m.in. okresu II wojny północnej (1655–1660).
Sformowany w 1618. Swoją nazwę wziął od prowincji Wyborg (szw. Viborg) i Savonlinna (szw. Nyslott).
W sierpniu 1655 liczył 776 żołnierzy, a jego pułkownikiem był Gustaw Kurch (Kurck).